# Снятинщина: 20 років Незалежності (видання)
Снятинщина: 20 років Незалежності — науково-популярне видання, що побачило світ напередодні найголовнішого свята України — Дня Незалежності саме в ювілейний 2011 рік, і в якому читач зможе пройнятися літописом маленької частини нашої держави — Снятинщини на Івано-Франківщині

## Загальні відомості

### Бібліографічні дані
| Снятинщина: 20 років Незалежності / Упоряд. В. Карий. — Снятин: Прут Принт, 2011. — 160 с.; іл. ISBN 978-966-2289-40-4 |
Книжка збільшеного розміру, вона видрукувана у форматі 64×90/8, в ній поміщено понад півтисячу чорно-білих та кольорових фотоілюстрацій.

### Анотація
У цьому своєрідному виданні у формі фотолітопису подано найяскравіші сторінки історії, незгасаючої пам‘яті, розвитку виробництва, будівельної галузі, освіти, культури, співробітництва із польськими друзями за двадцять років незалежності України у Снятинському районі на Прикарпатті.
Книга адресована інтелігенції, молоді і студентству, науковцям, мешканцям краю.

## Брали участь у творенні книжки
Автор ідеї Володимир Томаш
Керівник проекту Ярослав Романюк
Упорядкування, оригінал-макет, художнє оформлення Володимира Карого
Автор тексту Мирослав Попадюк
Підписи до світлин Івана Грекуляка
Опрацювання фотографій, комп‘ютерне верстання Андрія Москалика

Для ілюстрування використано світлини:

### Зміст книжки
- Це наша земля
- Кроки відродження
- Пам‘ять не згасає
- Помаранчева революція
- Джерела духовності
- Снятинщина у розвитку
- Освіта й просвітництво
- Культурно-спортивне життя
- Творчим і друкованим словом
- Охорона здоров‘я, соціальний захист